# 林登堡州長鎮

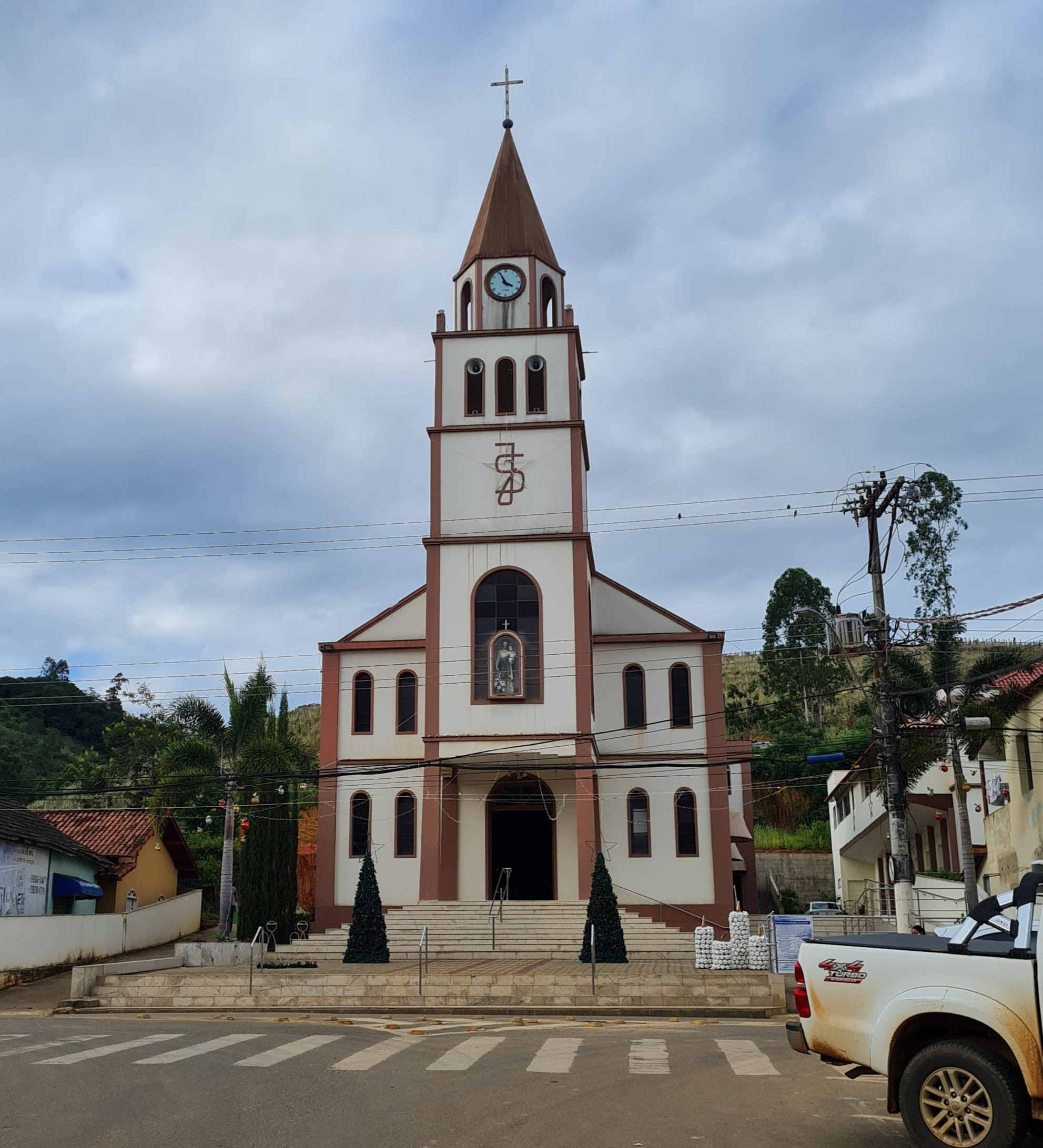
林登堡州長鎮

19°15′07″S 40°27′39″W / 19.25194°S 40.46083°W
林登堡州長鎮（葡萄牙語：Governador Lindenberg），是巴西的城鎮，位於該國東南部，由聖埃斯皮里圖州負責管轄，始建於1998年5月11日，面積359,613平方公里，海拔高度150米，2010年人口10,874，人口密度每平方公里30.24人。